# Pablo Mascareñas
Pablo Jesús Mascareñas Avendaño (Ciudad Madero, Tamaulipas, México, 4 de agosto de 1989) es un futbolista mexicano que se desempeña como  Defensa y actualmente juega para el equipo Cerveceros FC de la liga de Lubbock.

## Trayectoria

### Inicios
Estuvo probado en las fuerzas básicas de Correcaminos de la UAT pero no fue aceptado hasta que fue invitado por Altamira donde se logró formar y debutó en liga de ascenso, tuvo un paso fugaz con el club de segunda división el Tampico Madero Fútbol Club donde estuvo en una cesión de seis meses para después regresar a Altamira FC donde ha sido constante en las alineaciones y jugador clave dentro del medio campo del club. Actualmente se encuentra sin equipo.

## Clubes
| Club                       | País   | Año         |
| -------------------------- | ------ | ----------- |
| Altamira Fútbol Club       | México | 2008 - 2012 |
| Tampico Madero Fútbol Club | México | 2013        |
| Altamira Fútbol Club       | México | 2013 - 2014 |
| Atlas de Guadalajara       | México | 2014 - 2016 |